# Fischamend
Fischamend ist eine Stadtgemeinde mit 5736 Einwohnern (Stand 1. Jänner 2025) im Bezirk Bruck an der Leitha in Niederösterreich.

## Geografie

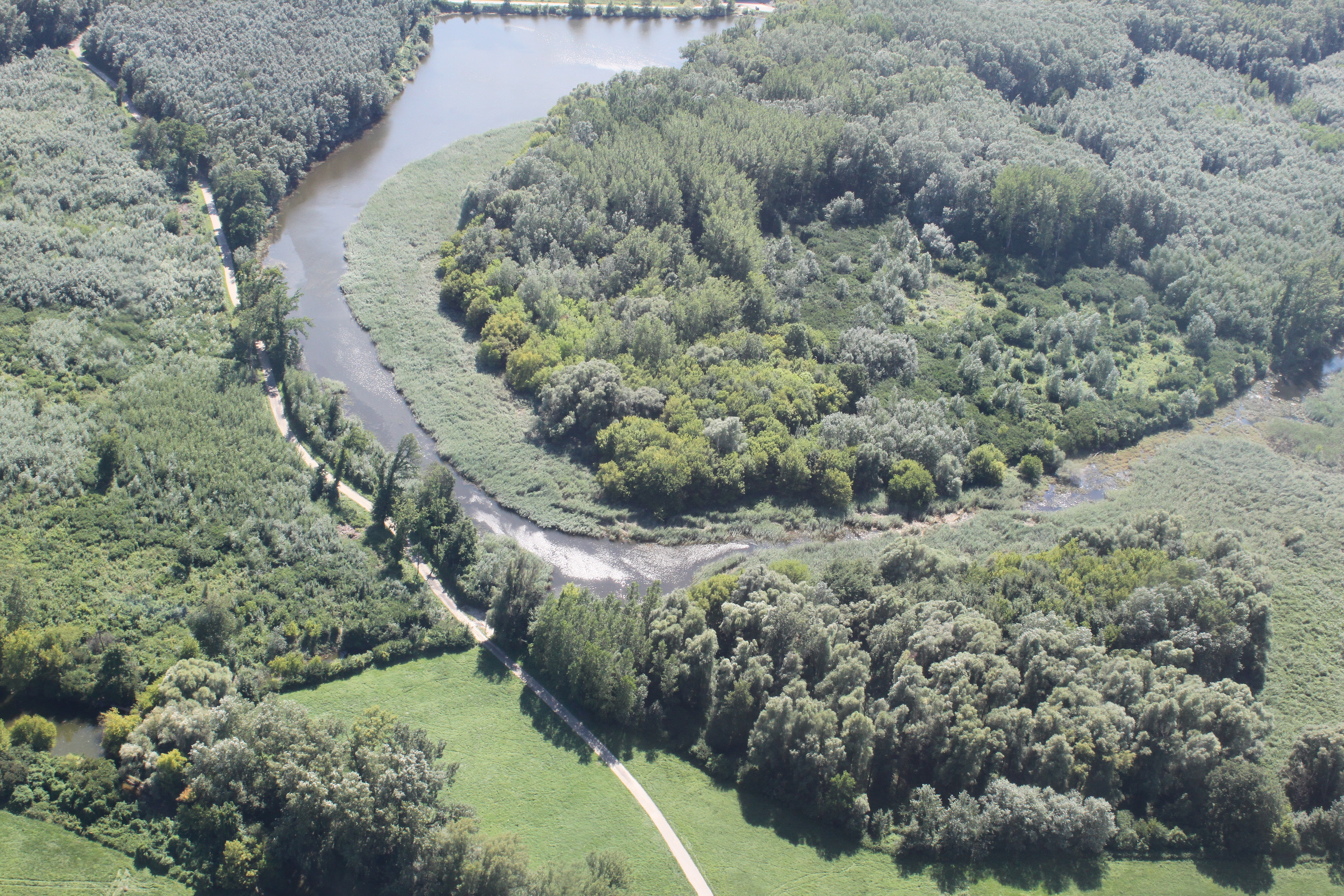
Donau Auen mit Altarm nördlich des Fischamender Stadtgebiets

### Geografische Lage
Fischamend liegt im Industrieviertel in Niederösterreich. Die Stadt liegt am Zusammenfluss von Fischa und Donau, wenige Kilometer südöstlich von Wien. Die Fläche der Stadtgemeinde umfasst 24,92 Quadratkilometer. Davon sind 40 Prozent landwirtschaftliche Nutzfläche, 21 Prozent sind bewaldet, 11 Prozent entfallen auf Gewässer und 22 Prozent auf Start- und Landebahnen des Flughafens Wien-Schwechat. Ein kleiner Teil des Gemeindegebietes liegt nördlich der Donau.

### Gemeindegliederung
Die Gemeinden Fischamend-Markt und Fischamend-Dorf wurden 1971 zusammengelegt. Seitdem umfasst das Gemeindegebiet nur noch eine Ortschaft.
Die Gemeinde besteht aus den Katastralgemeinden Fischamend Dorf und Fischamend Markt.

### Nachbargemeinden
| Wien                       | Groß-Enzersdorf                             | Mannsdorf an der Donau |
| Schwechat (Flughafen Wien) | Kompassrose, die auf Nachbargemeinden zeigt | Haslau-Maria Ellend    |
| Klein-Neusiedl             | Enzersdorf an der Fischa                    | Göttlesbrunn-Arbesthal |

### Geologie und Klima
Fischamend liegt am Übergang zwischen südlichen Wiener Becken und Marchfeld, am Rande der pannonischen Tiefebene.

## Geschichte
Im Altertum war das Gebiet Teil der Provinz Pannonia. Unter dem heutigen Ortskern wird das römische Kastell Aequinoctium vermutet, das aber bislang archäologisch noch nicht nachgewiesen werden konnte.
Bereits im Mittelalter existierten zwei Siedlungen auf beiden Seiten der Fischa. Das Marktrecht erhielt der Ort 1673 durch Kaiser Leopold I.
Über Jahrhunderte waren die an der Donau und der Fischa betriebenen Mühlen und der Getreidehandel die wichtigsten Wirtschaftszweige. So befanden sich im 19. Jahrhundert 18 Mühlen an der Donau sowie 7 an der Fischa. Außerdem befand sich zwischen 1868 und 1902 ein Winterhafen an der Donau, wo zahlreiche Schiffe und deren Besatzungen überwintern konnten.
Durch die Auflassung der Mühlen gegen Ende des 19. Jahrhunderts begannen sich Industriebetriebe zu etablieren. 1908 erfolgte auf der südöstlich des Ortes liegenden Hochterrasse der Bau der k.u.k. Militär-Aëronautischen Anstalt Fischamend samt Luftschiffhalle und Flugfeld. Von dieser gingen bedeutende Erfahrungen betreffend die Entwicklung der Luftfahrt (Ballon, Luftschiff, Aeroplane) in alle Welt hinaus. Auf dem Gebiet der heutigen Stadt wurden weitere Luftschiffhallen, Unterkünfte, ein Wasserwerk und eine Wasserstoffgasfabrik errichtet. In der Nähe des Flugfeldes entstand später das Flugarsenal Fischamend, wo in Lizenz der Hansa-Brandenburgischen Flugzeugwerke AG Flugmotoren und Flugzeuge hergestellt wurden. Damit war Fischamend während des Ersten Weltkrieges neben Wiener Neustadt ein wichtiges Zentrum der Luftstreitkräfte. Die Anlagen mussten nach dem Ersten Weltkrieg weitgehend demontiert werden, wurden jedoch 1938, nach dem Anschluss Österreichs an Hitler-Deutschland, wieder als Werk III der Wiener Neustädter Flugzeugwerke genutzt. 1944 zerstörten Bomben die Anlage fast vollständig und führten zu schweren Schäden im gesamten Ortsgebiet, das Werk wurde nach Tischnowitz verlegt. Heute sind von dem ehemaligen Areal des Flugplatzes nur mehr wenige Bauwerke wie der Wasserturm, die Offiziersmesse und das Konstruktionsbüro zu sehen.
Zu dem Unglück vom 20. Juni 1914 mit neun Toten, an dem das Militärluftschiff M.III (System Körting) und ein Flugzeug beteiligt waren, siehe Körting-Katastrophe und Luftfahrtsgeschichte in Österreich.
Von 1938 bis 1954 waren die Gemeinden Fischamend-Dorf und Fischamend-Markt Teil des neugeschaffenen 23. Bezirks Schwechat in Groß-Wien. Die Gemeinden wurden 1954 wieder selbständig und Teil des Bezirks Wien-Umgebung. 1970 erfolgte die freiwillige Vereinigung der beiden Gemeinden Fischamend-Markt und Fischamend-Dorf zur Gemeinde Fischamend.
1987 beschloss der niederösterreichische Landtag Fischamend, in Anerkennung der wirtschaftlichen, historischen und kulturellen Bedeutung für das östliche Wiener Becken, zur Stadt zu erheben. Fischamend feierte dies 1988 mit einem großen Festakt.
Mit Ende 2016 wurde im Zuge einer Bezirksreform der Bezirk Wien-Umgebung aufgelöst und Fischamend wurde dem Bezirk Bruck an der Leitha zugeschlagen.

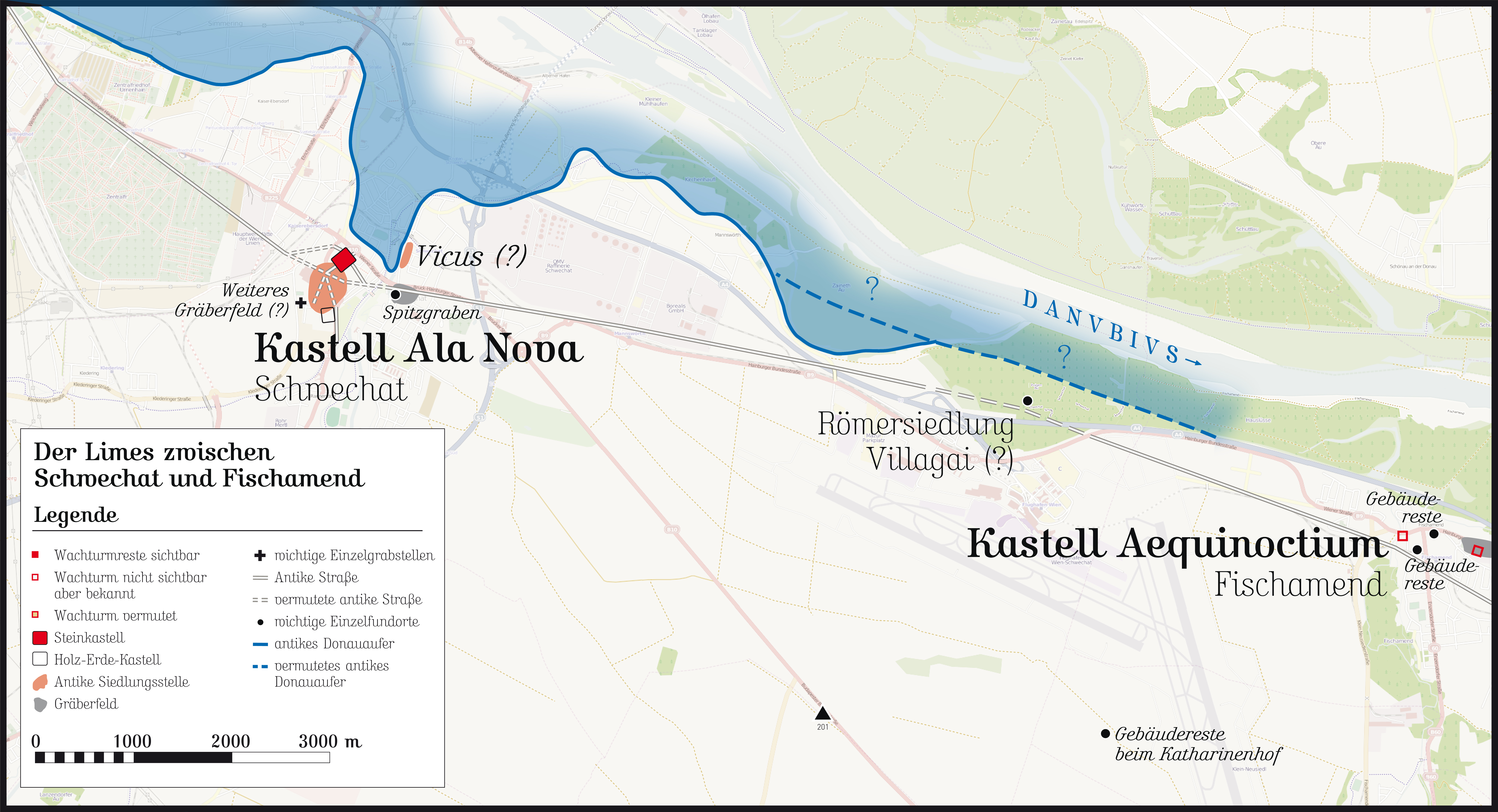
Römischer Limes Pannonicus zwischen den Kastellen Ala Nova (Schwechat) und Aequinoctium (Fischamend).
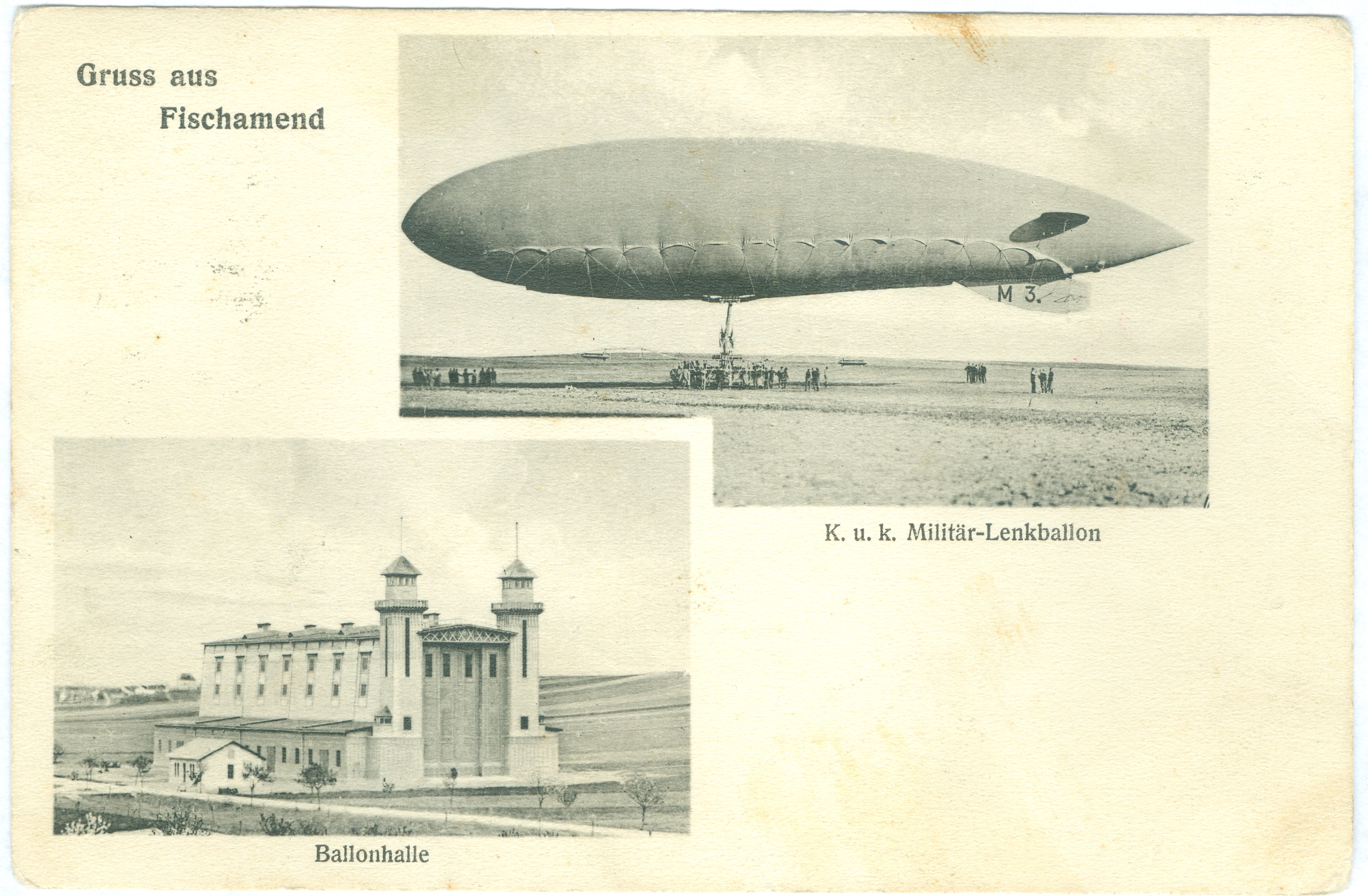
Historische Postkarte aus Fischamend, mit Luftschiff M.III Körting und Körtinghalle.
Fischamend Dorf und Markt um 1873, mit Nachbargemeinden, Aufnahmeblatt Landesaufnahme
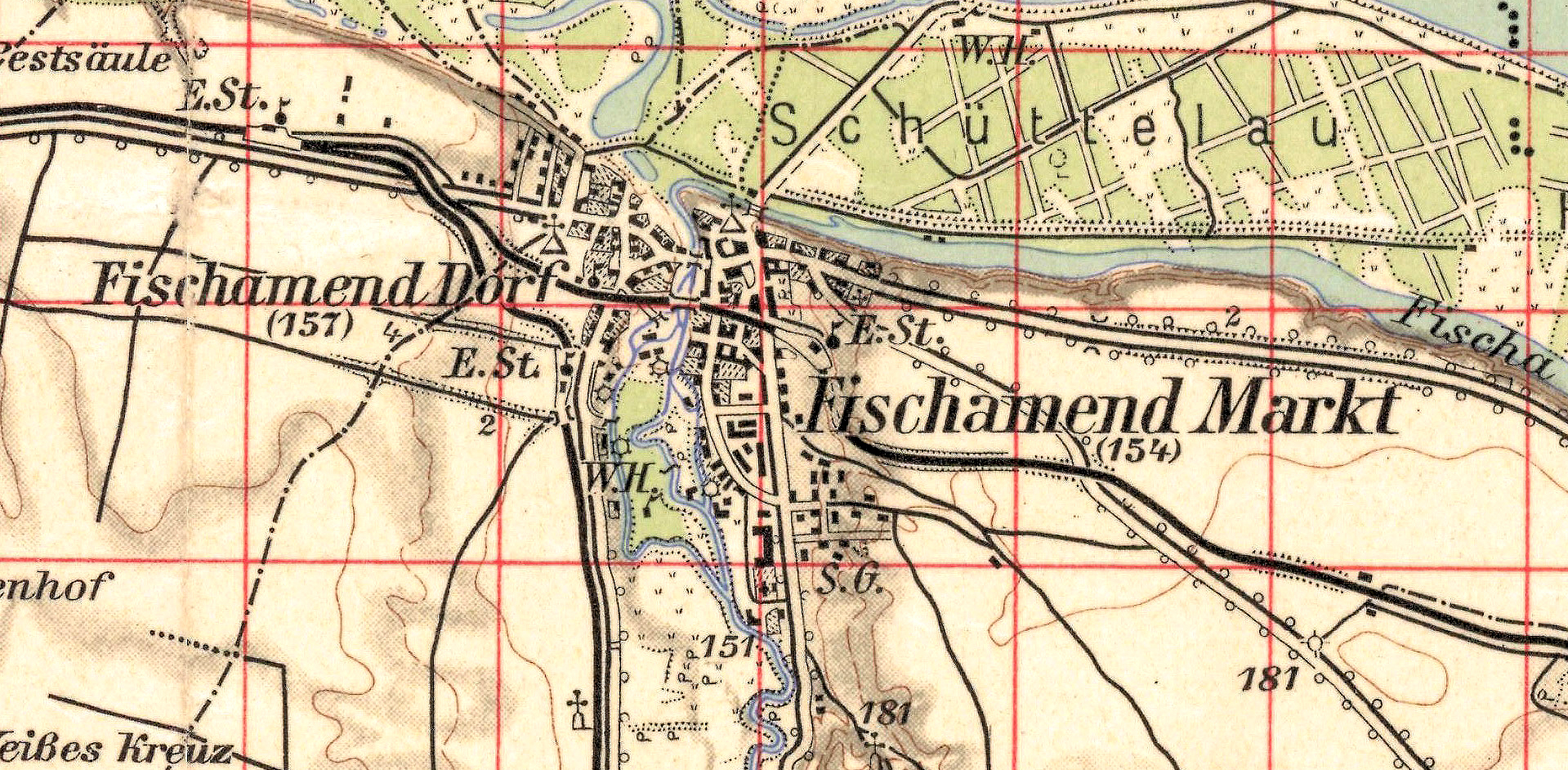
Fischamend um 1937, eingezeichnet: Die bereits lange aufgelassenen Bahnstationen Fischamend-Dorf, Reichsstraße und „Schwarze Bahn“.
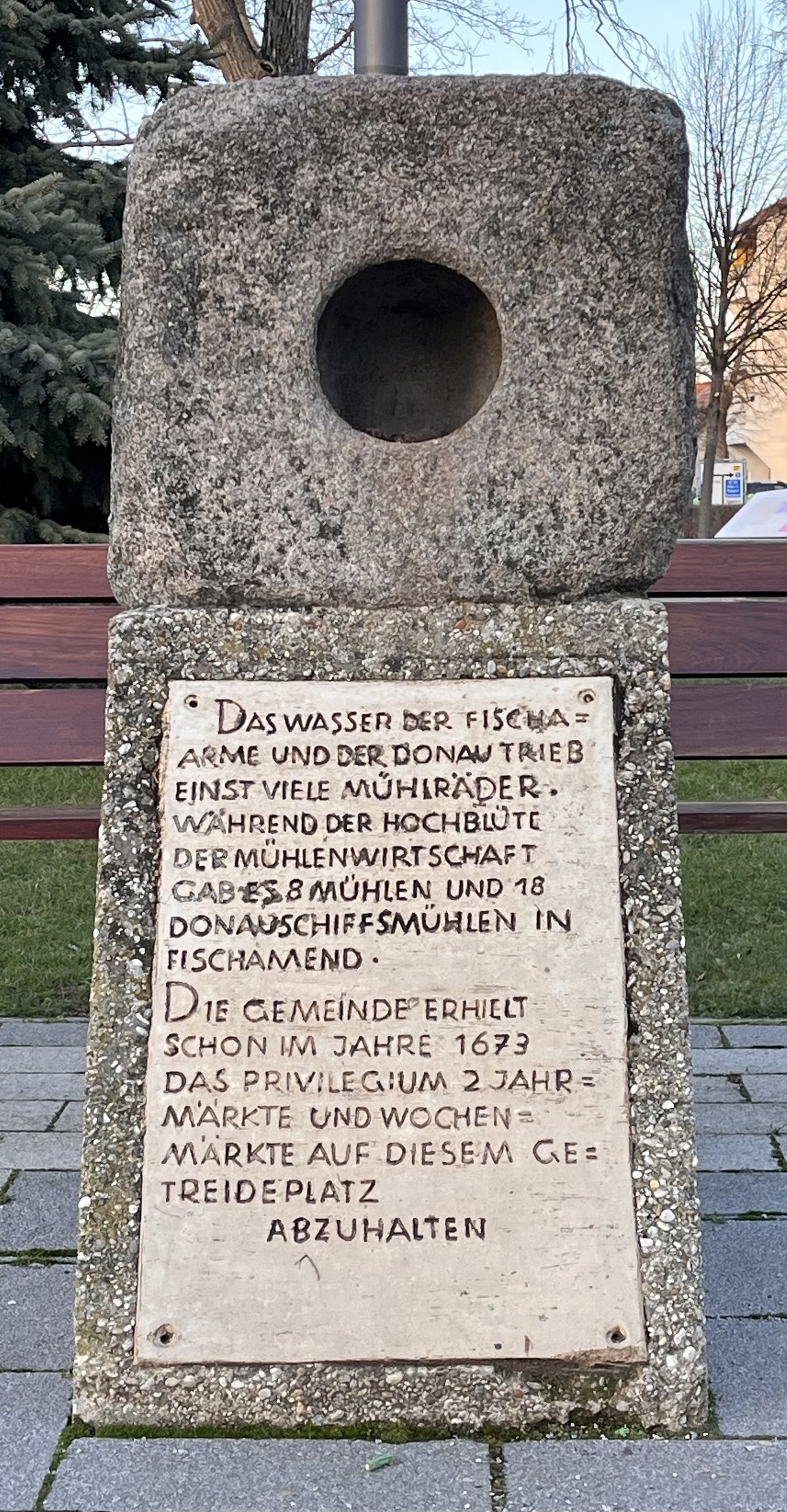
Alter Mühlstein am Getreideplatz, erinnert an die florierende Mühlenwirtschaft in Fischamend.

### Bevölkerungsentwicklung
| Fischamend: Einwohnerzahlen von 1869 bis 2025       | Fischamend: Einwohnerzahlen von 1869 bis 2025 | Fischamend: Einwohnerzahlen von 1869 bis 2025 | Fischamend: Einwohnerzahlen von 1869 bis 2025 | Fischamend: Einwohnerzahlen von 1869 bis 2025 |
| --------------------------------------------------- | --------------------------------------------- | --------------------------------------------- | --------------------------------------------- | --------------------------------------------- |
| Jahr                                                |                                               |                                               |                                               | Einwohner                                     |
| 1869                                                | 1869                                          |                                               | 1.919                                         | 1.919                                         |
| 1880                                                | 1880                                          |                                               | 2.794                                         | 2.794                                         |
| 1890                                                | 1890                                          |                                               | 2.900                                         | 2.900                                         |
| 1900                                                | 1900                                          |                                               | 3.608                                         | 3.608                                         |
| 1910                                                | 1910                                          |                                               | 2.656                                         | 2.656                                         |
| 1923                                                | 1923                                          |                                               | 3.364                                         | 3.364                                         |
| 1934                                                | 1934                                          |                                               | 3.601                                         | 3.601                                         |
| 1939                                                | 1939                                          |                                               | 3.769                                         | 3.769                                         |
| 1951                                                | 1951                                          |                                               | 3.585                                         | 3.585                                         |
| 1961                                                | 1961                                          |                                               | 3.679                                         | 3.679                                         |
| 1971                                                | 1971                                          |                                               | 4.151                                         | 4.151                                         |
| 1981                                                | 1981                                          |                                               | 4.239                                         | 4.239                                         |
| 1991                                                | 1991                                          |                                               | 4.417                                         | 4.417                                         |
| 2001                                                | 2001                                          |                                               | 4.419                                         | 4.419                                         |
| 2011                                                | 2011                                          |                                               | 4.798                                         | 4.798                                         |
| 2021                                                | 2021                                          |                                               | 5.598                                         | 5.598                                         |
| 2025                                                | 2025                                          |                                               | 5.736                                         | 5.736                                         |
| Quelle(n): Statistik Austria, Gebietsstand 1.1.2021 |                                               |                                               |                                               |                                               |

## Kultur und Sehenswürdigkeiten

### Bauwerke
- Stadtturm Fischamend: Der Stadtturm, auch Marktturm und Fischaturm bezeichnet, auf dem Hauptplatz ist das Wahrzeichen Fischamends. Der mächtige, fast 31 Meter hohe Turm stammt aus dem Mittelalter und wird an der Spitze von einem Fisch bekrönt. Er beherbergt seit 1927 das Heimatmuseum der Stadt. Einer Legende zufolge wurde an der Stadtturmspitze beim Rückgang des Jahrhunderthochwassers im 13. Jahrhundert ein mannsgroßer Fisch aufgespießt, deswegen auch die Namensgebung der Stadt. Der wahre Grund der Namensgebung ist der Zusammenfluss der Fischa mit der Donau im Ortsgebiet: Viskahagemunde → Vischamundt → Vischamendt → Fischamend.
- Katholische Pfarrkirche Fischamend Heiliger Michael: Eine Kirche an diesem Standort wurde erstmals 1073 urkundlich erwähnt. Der mächtige achteckige Ostturm stellt mit seiner weithin sichtbaren Zwiebelkuppel neben dem Stadtturm und Wasserturm ein Wahrzeichen Fischamends dar. Im Altarraum ist das Bild Das letzte Abendmahl des bedeutenden österreichischen Malers Franz Anton Maulbertsch zu sehen.
- Evangelische Petruskirche Fischamend: Die Kirche wurde von einem eigens gegründeten Kirchenverein errichtet und 1964 eingeweiht. Die Kirche mit ihren bunten Glasfenstern ist mit einer spitz zulaufenden Holzdecke versehen. Früher stand an ihrer Stelle die Kapelle der Fischamender Bürgerschaft zu Ehren von Unserer lieben Frau, dem Heiligen Franz Xaver und der Heiligen Rosalia.
- Katholische Filialkirche St. Quirinus: Die Kirche der ehemaligen Gemeinde Fischamend-Dorf (westlich der Fischa gelegen) ist von einem Friedhof und Mauer umgeben. Die gotische Saalkirche mit einem eingezogenen Chor wurde im 14. Jahrhundert errichtet und ab 1671 umgebaut sowie barockisiert. Sie ist dem Heiligen Quirinus von Tegernsee geweiht.[8]
- Feuerwehrhaus Fischamend-Dorf: Das Gebäude der FF Fischamend-Dorf wurde 1928 nach Plänen von Robert Kramreiter erbaut. Aufgrund seiner expressionistischen Ausformung ist es architektonisch bedeutsam. Heute beherbergt das Haus das Fischamender Feuerwehrmuseum. Eine Sockelstatue des Heiligen Florian vor dem Museum erinnert an den Schutzheiligen für alle helfenden Organisationen, insbesondere der Feuerwehr.
- Altes Feuerwehrdepot: Das alte Feuerwehrdepot am Getreideplatz wurde 1819 im klassizistischen Stil erbaut und ist ein bemerkenswert frühes Beispiel für diese Bauaufgabe. Es wurde von der FF Fischamend-Markt genutzt. Heute ist im alten Feuerwehrdepot die First Responder Station untergebracht.
- Bürger- bzw. Bauernhäuser: Einige, zum Teil noch gut erhaltene Bürger- bzw. Bauernhäuser liegen im Ortskern (z. B. Hainburger Straße 1, 12, 18 und Gregerstraße 2, 3, 4, 5, 6).
- Wasserturm: 1916 für die k.u.k. Militär-Aëronautische Anstalt Fischamend errichtet; der weithin sichtbare Wasserturm gilt als ein Wahrzeichen Fischamends.
- Offizierskasino und Kasernenbauten: Im ehemaligen Offizierskasino befindet sich heute ein gutbürgerliches Gasthaus und das Vereinslokal der sozialdemokratischen Ortspartei. Das auch als Arbeiter- bzw. Volksheim bekannte Gebäude ist zugleich Veranstaltungsort. Hier traten Entertainer wie Walther Reyer, Peter Rapp oder Rosemarie Isopp auf. Die angrenzenden Kasernenbauten und Offiziersunterkünfte der Aeronautischen Anstalt haben sich erhalten, wurden restauriert und zu modernen Wohnungen umfunktioniert.[9]
- Tabormühle und Löffelfabrik: Über Jahrhunderte nutzten Mühlen und Industriebetriebe die Wasserkraft der Fischa. Die Industriedenkmäler am Fluss erinnern an die Blütezeit einer aufstrebenden Industrie in Fischamend. Als Nachfolger der Mühlen setzte die Industrialisierung ab 1814 mit der Kattun-Fabrik und Spinnerei Fehr (-> Fehrgasse) und einer Wollwarenfabrik in der alten Tabormühle ein. Später wurde in ihr Tuch produziert. Das alte Gebäude ist gut erhalten, die Fabrik ist heute zum Chemiegroßbetrieb ausgebaut. Die Baumwollspinnerei Schindler gehörte dem Vater von Emil Jakob Schindler und Großvater von Alma Mahler-Werfel (-> Schindlerweg). Ab 1873 wurde im Markt am Fischafluss eine Metallwarenfabrik („Löffelfabrik“) betrieben. Nach Ende des Zweiten Weltkrieges produzierte die Metall- und Blechwarenfabrik Schütz & Patry, vormals Herczka, Essbestecke aller Art für den Weltmarkt. Der Betrieb wurde in den 1970er Jahren eingestellt. Der Gebäudekomplex in der Gregerstraße ist gut erhalten. Ein weiterer bekannter Industriebetrieb war die 1899 gegründete Wien-Fischamender Metallwarenfabrik Josef Suschny & Söhne. 1938 wurde der Betrieb arisiert und nach Kriegsende erfolgreich weitergeführt. Die Produktion wurde in den 1980er Jahren eingestellt.[9][4]
- Denkmalplatz: Der Denkmalplatz befindet sich neben der Pfarrkirche im Markt. Neben einem Kriegerdenkmal wurde das Denkmal für die 113 Opfer des Bombenangriffs am 12. April 1944 und ein Mahnmal gegen Faschismus, Extremismus, Gewalt, Terror und Krieg errichtet. Das Nittner-Denkmal erinnert an Eduard Nittner und weitere abgestürzte Flieger. Der Flugpionier kam 1913 bei einem Flugzeugabsturz am Fischamender Flugfeld ums Leben. Erstmals war das Denkmal an der Unglücksstelle aufgestellt. Am Denkmalplatz sind zudem Sgraffiti von Heribert Potuznik zu sehen. Weitere Werke des Fischamender Künstlers finden sich im Stadtgebiet.[8]

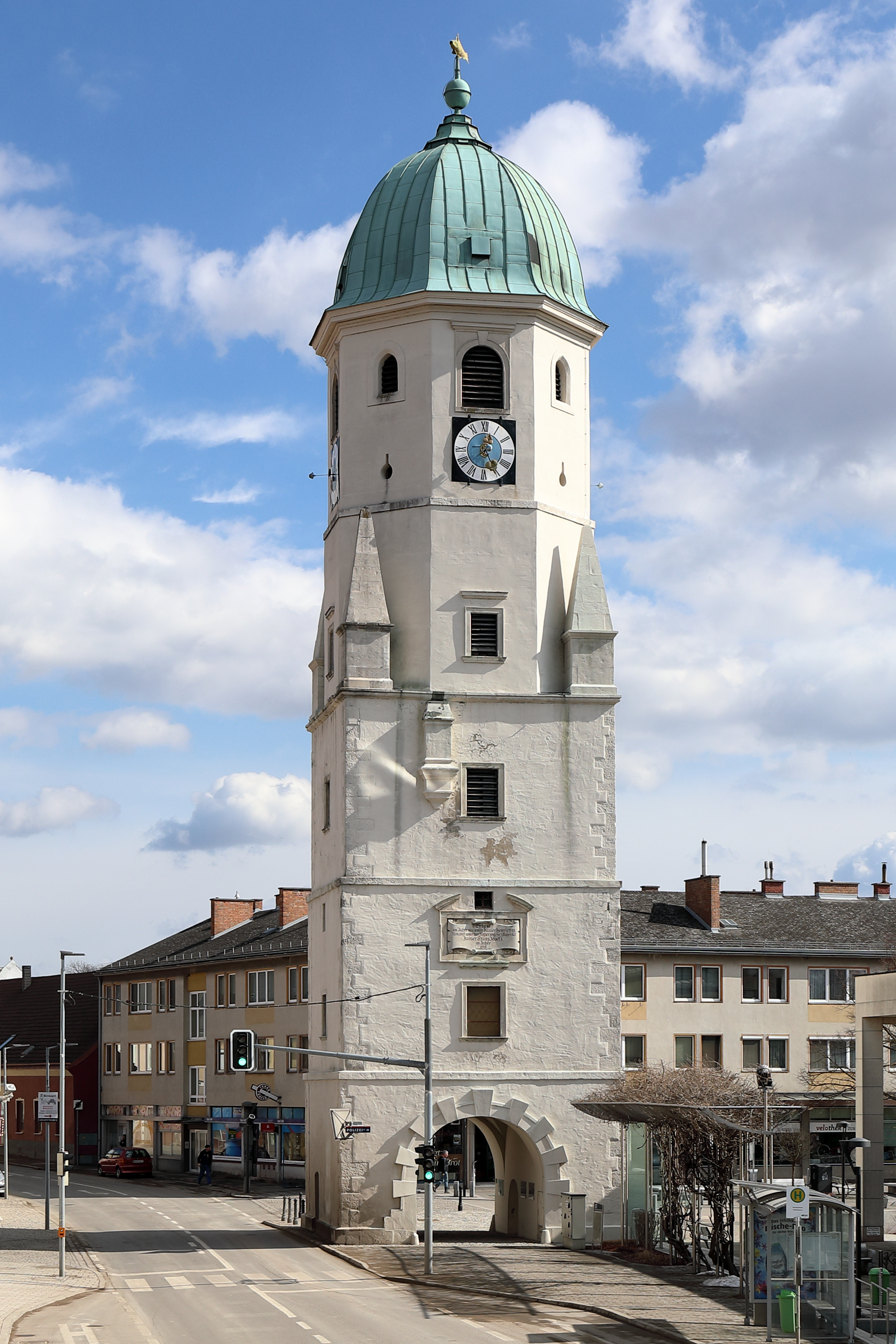
Stadtturm Fischamend (Heimatmuseum)
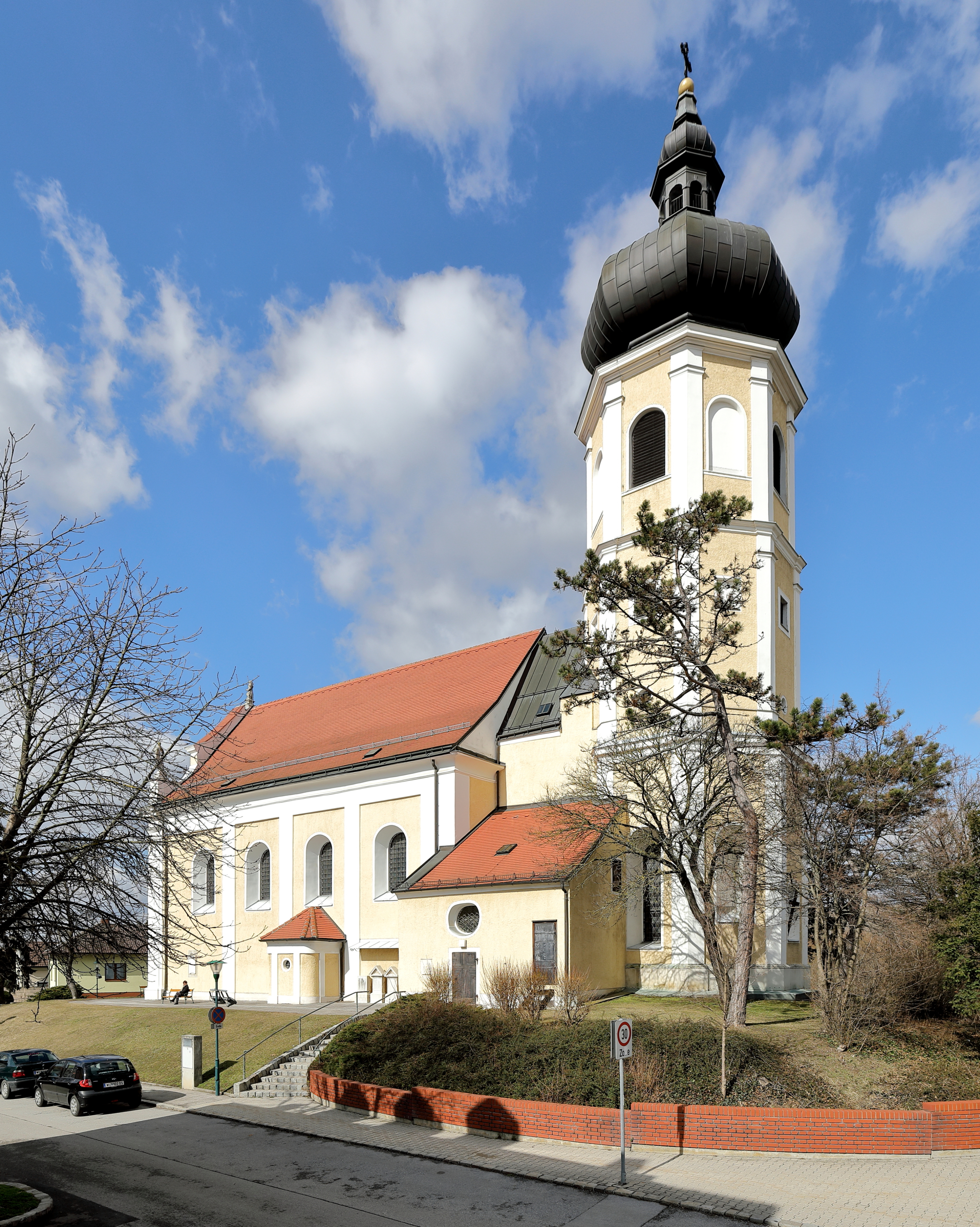
Pfarrkirche Fischamend
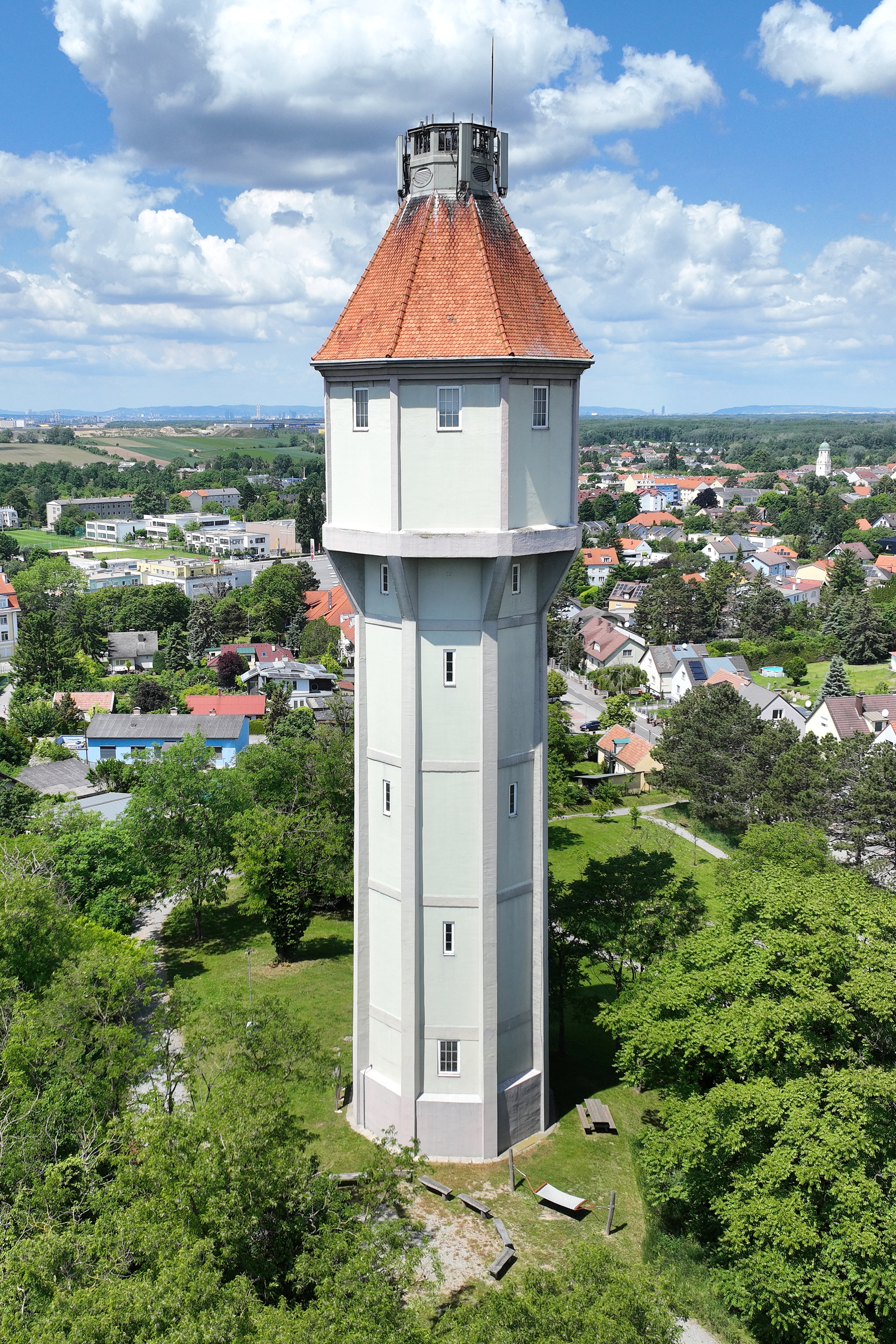
Wasserturm
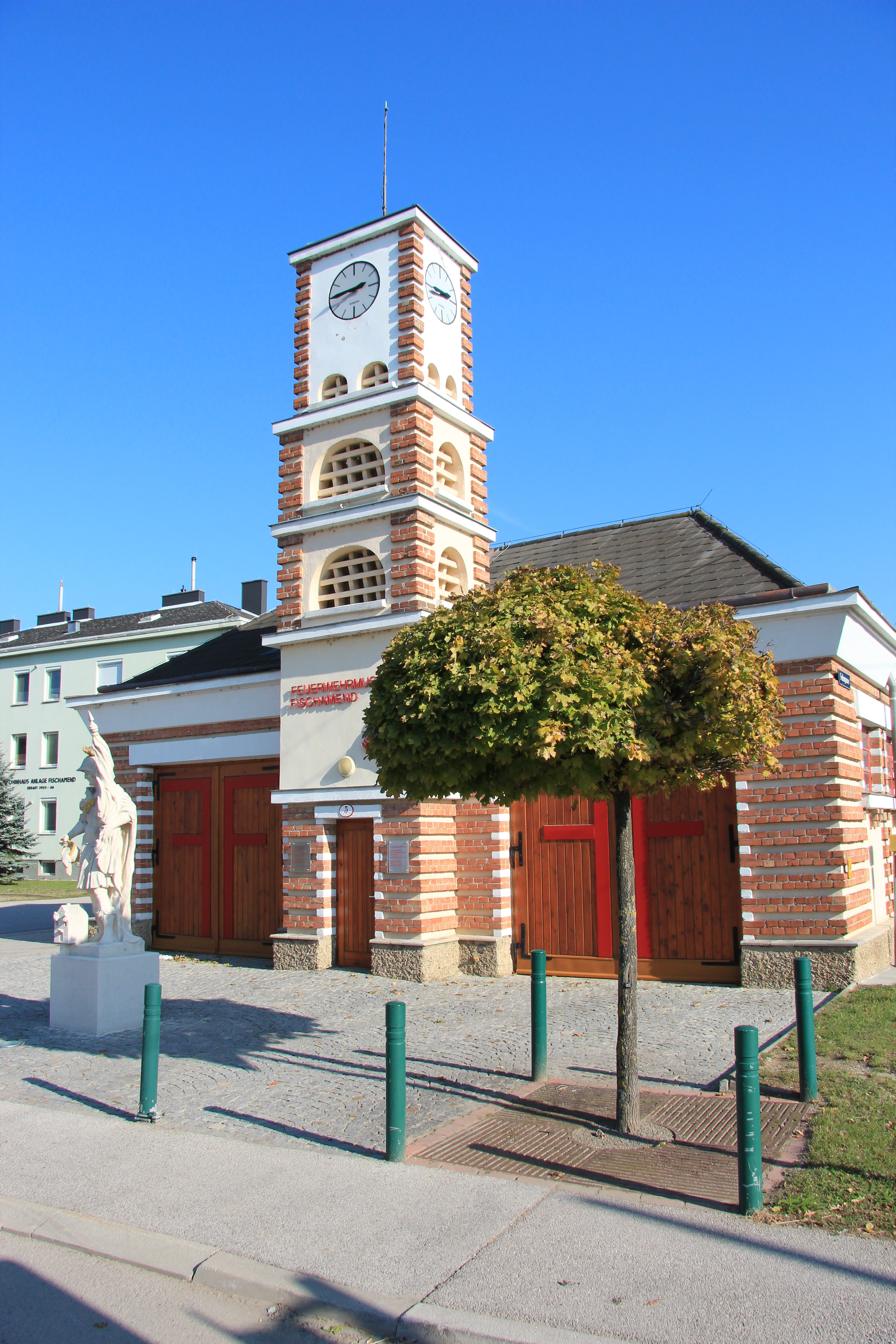
Feuerwehrhaus Fischamend-Dorf (Feuerwehrmuseum)
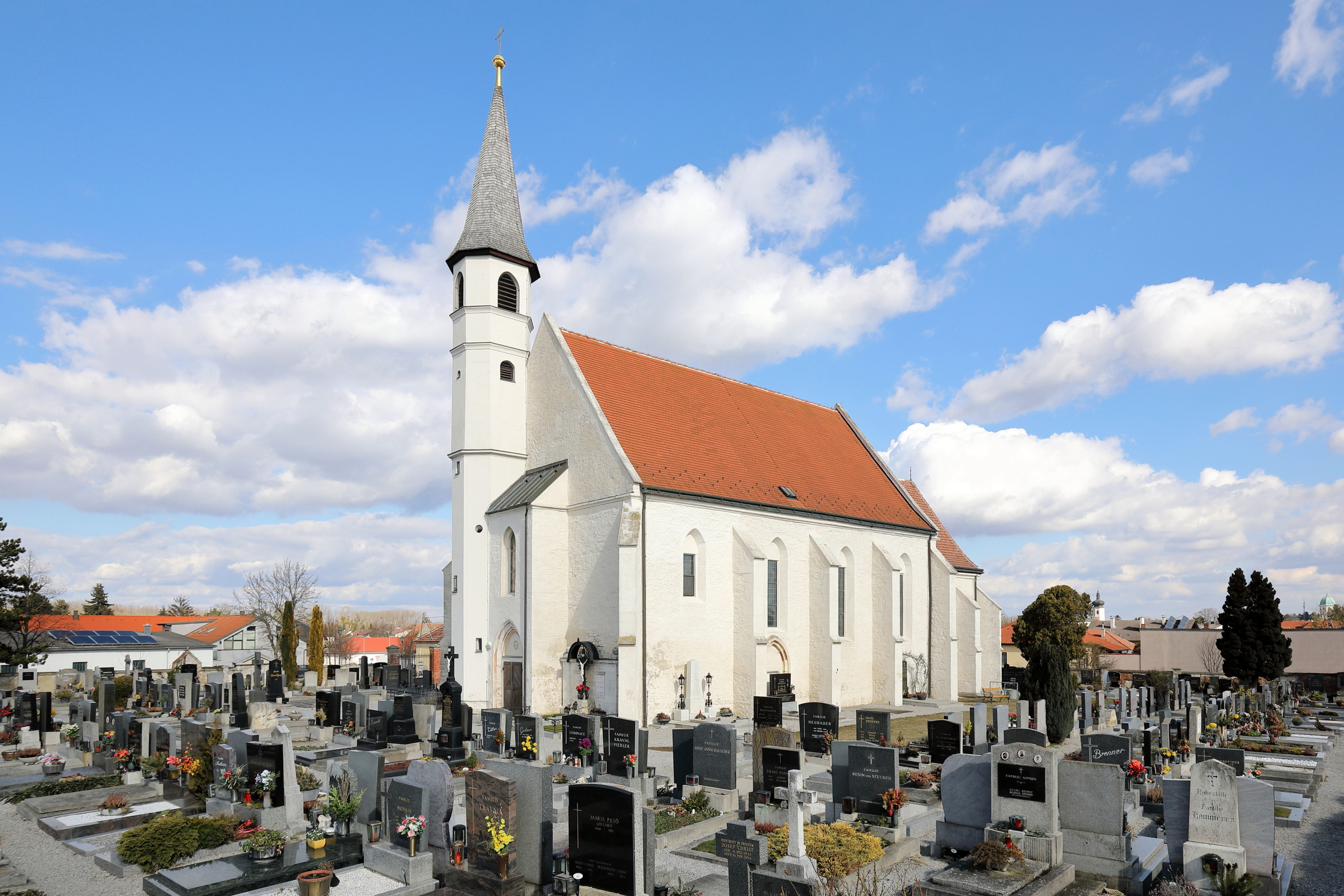
Filialkirche St. Quirinus
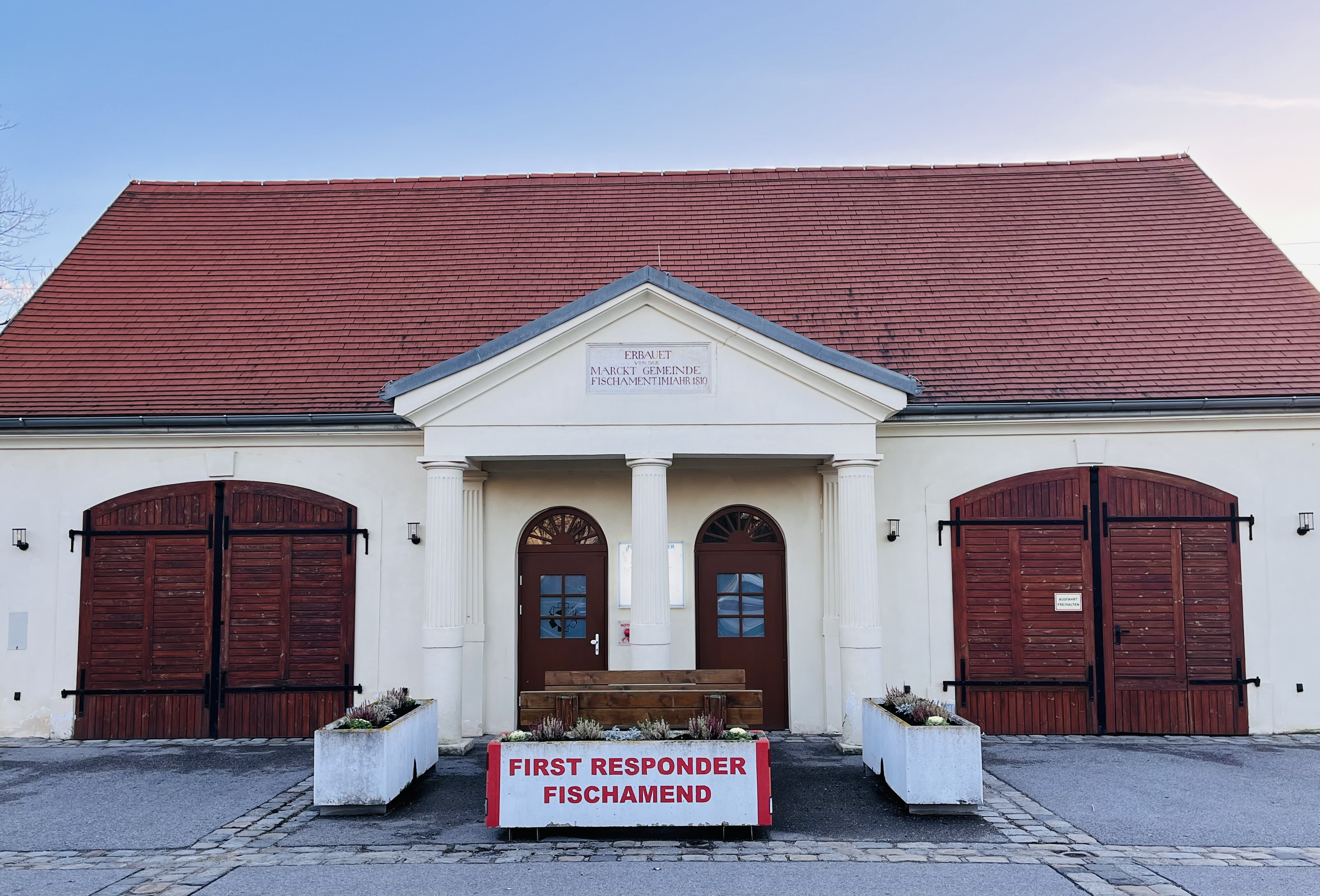
Altes Feuerwehrdepot
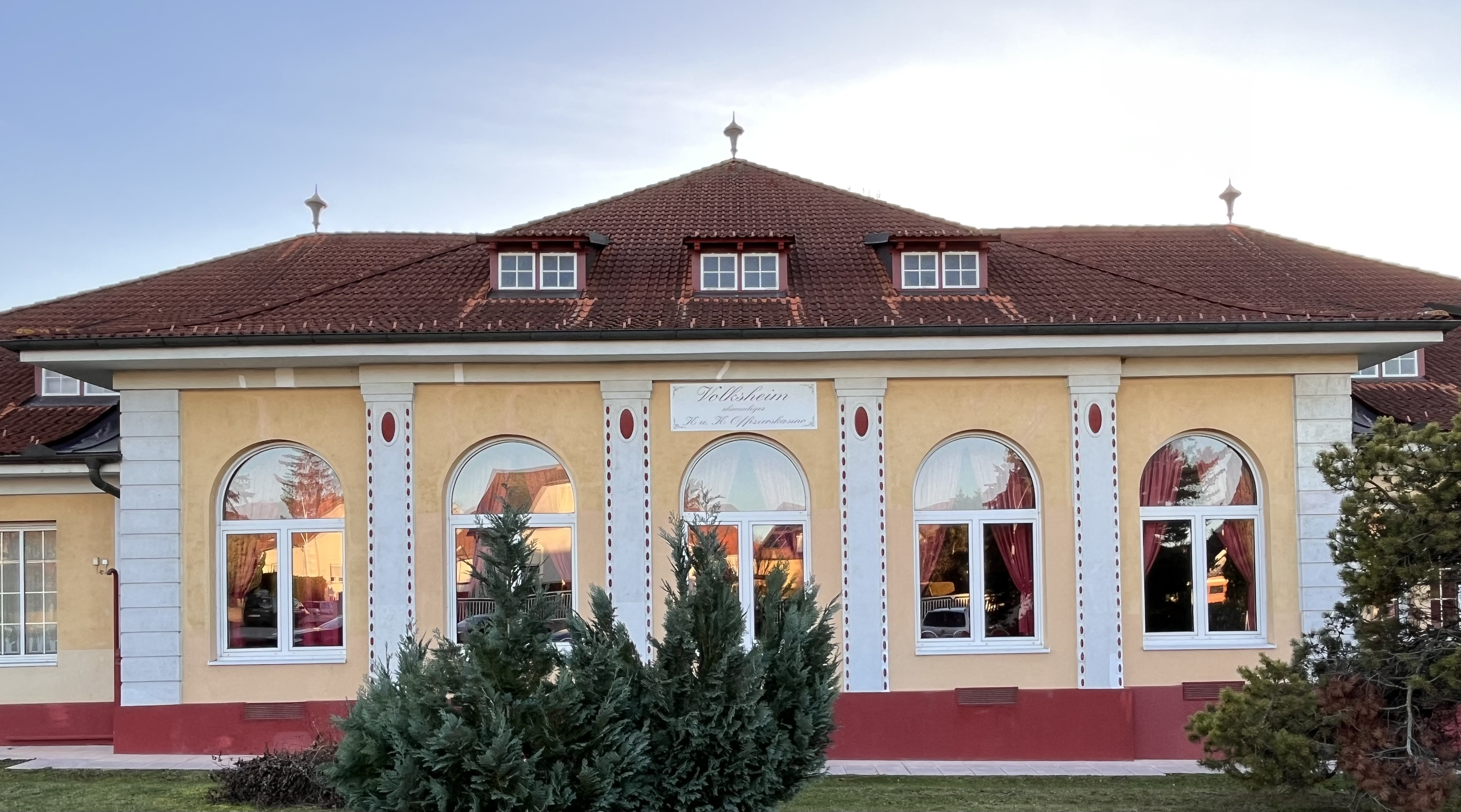
k.u.k. Offizierskasino (Volksheim)
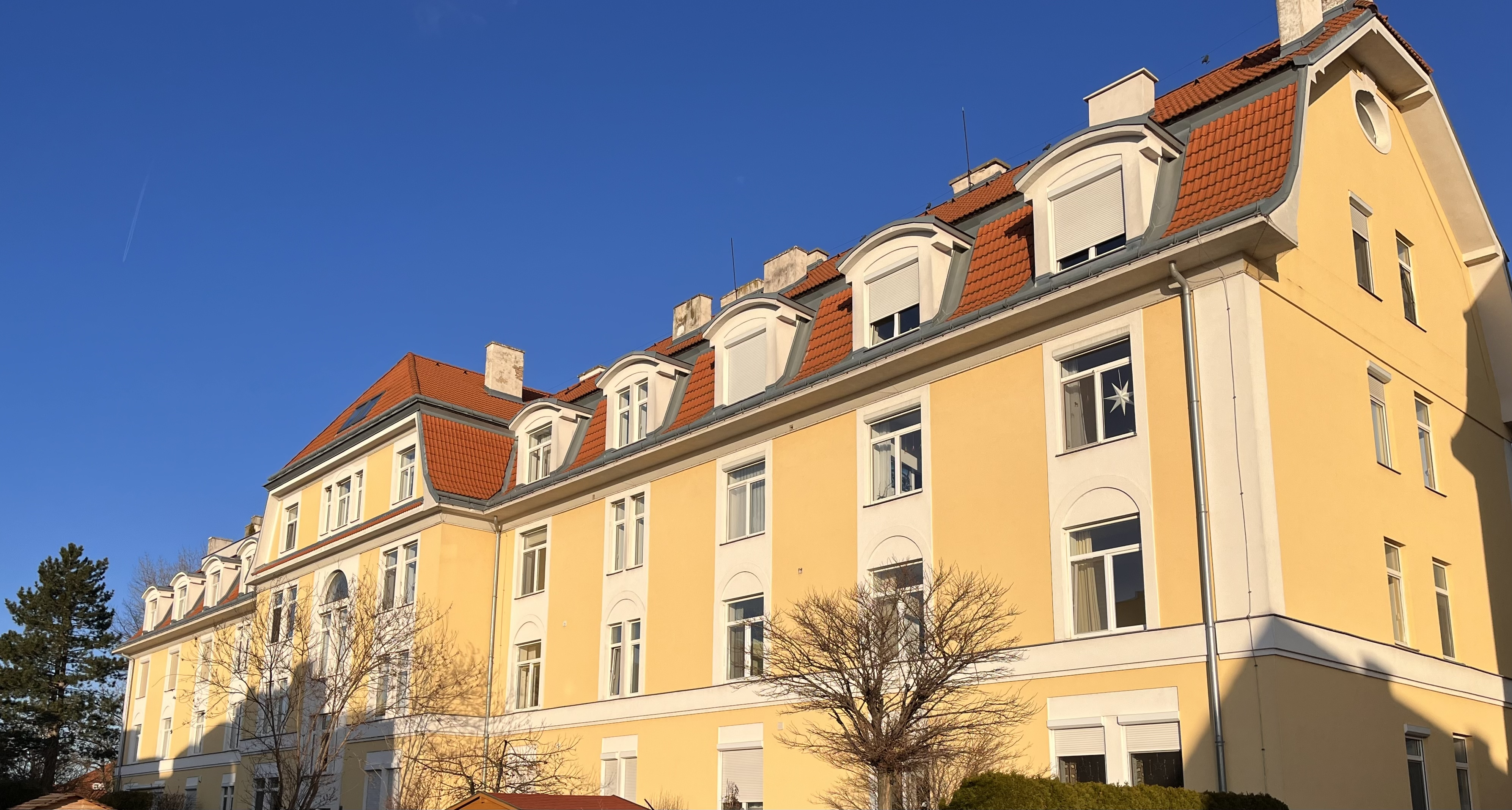
Restaurierte Kaserne der Militär-Aëronautischen Anstalt Fischamend
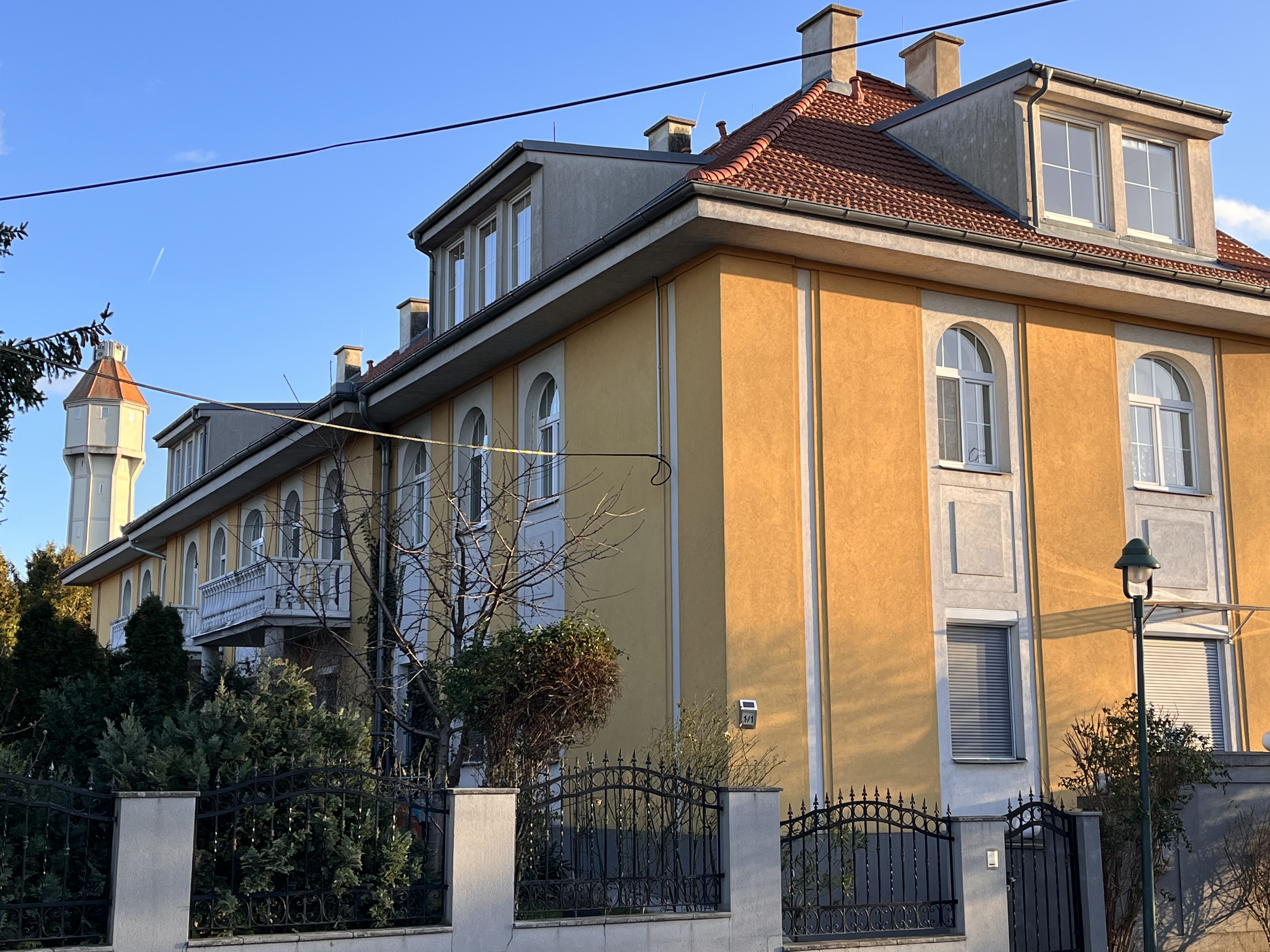
Ehemaliges Offiziers-Wohngebäude
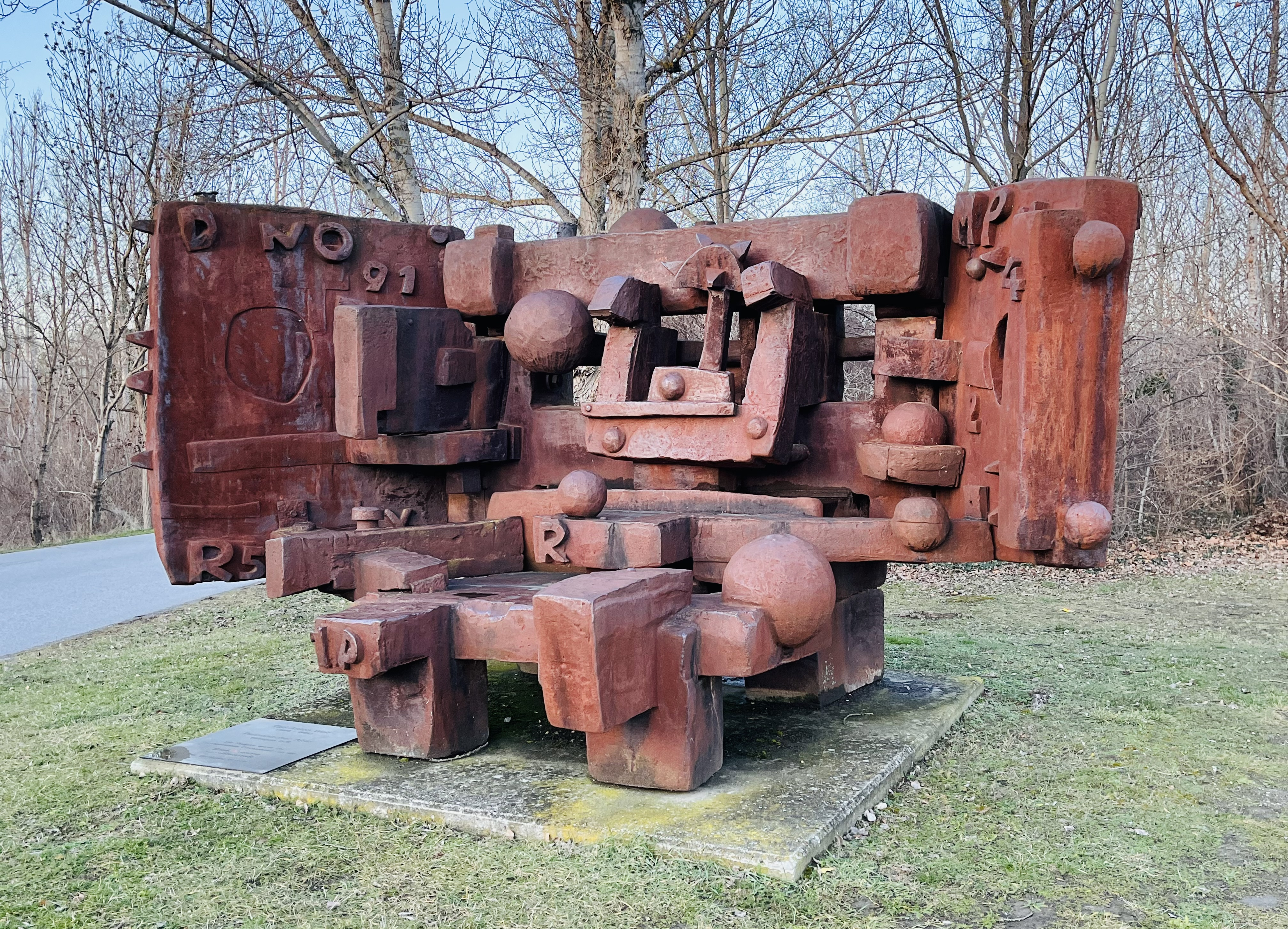
Eisen-Skulptur Pannonischer Altar
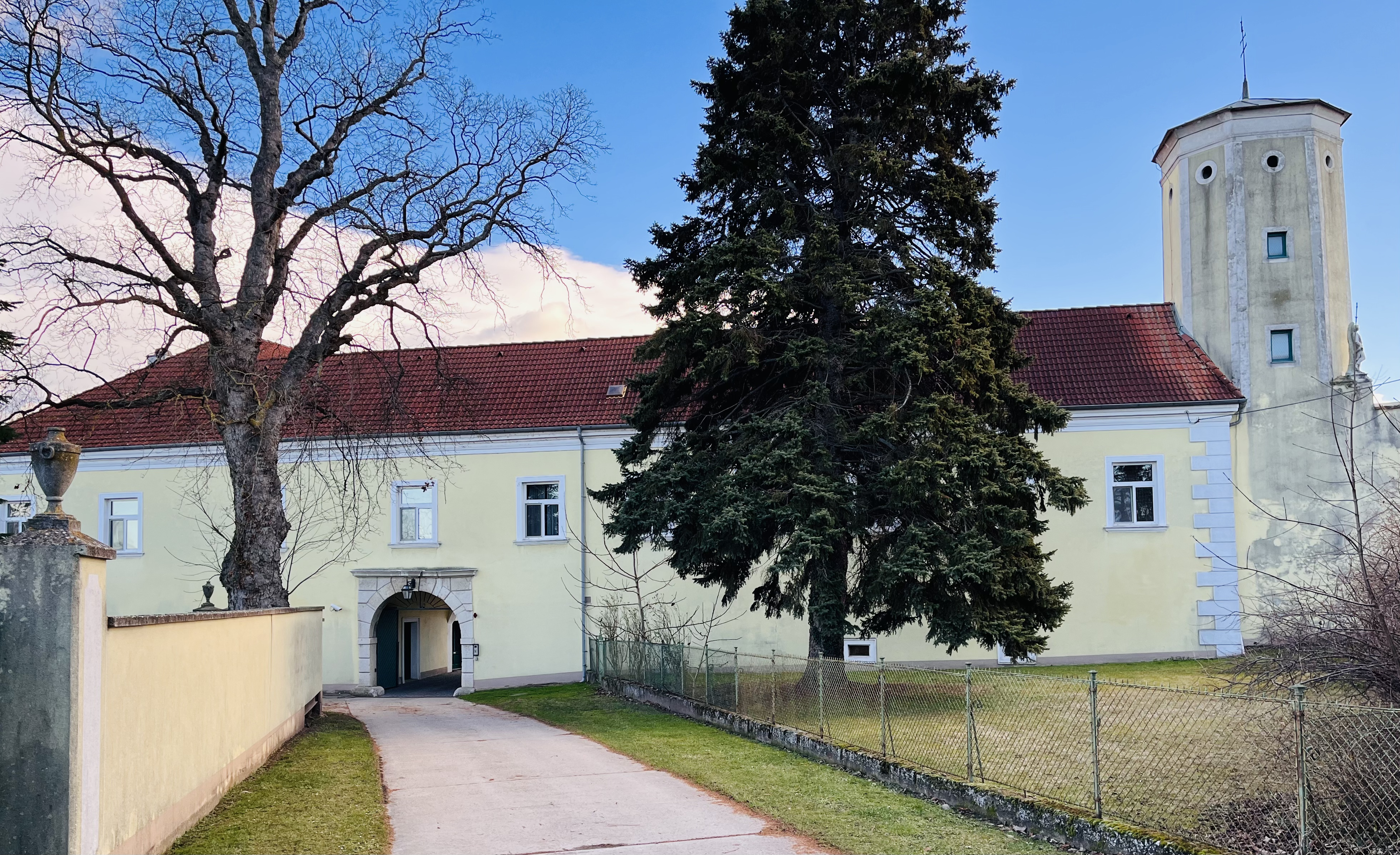
Gutshof mit Eckturm
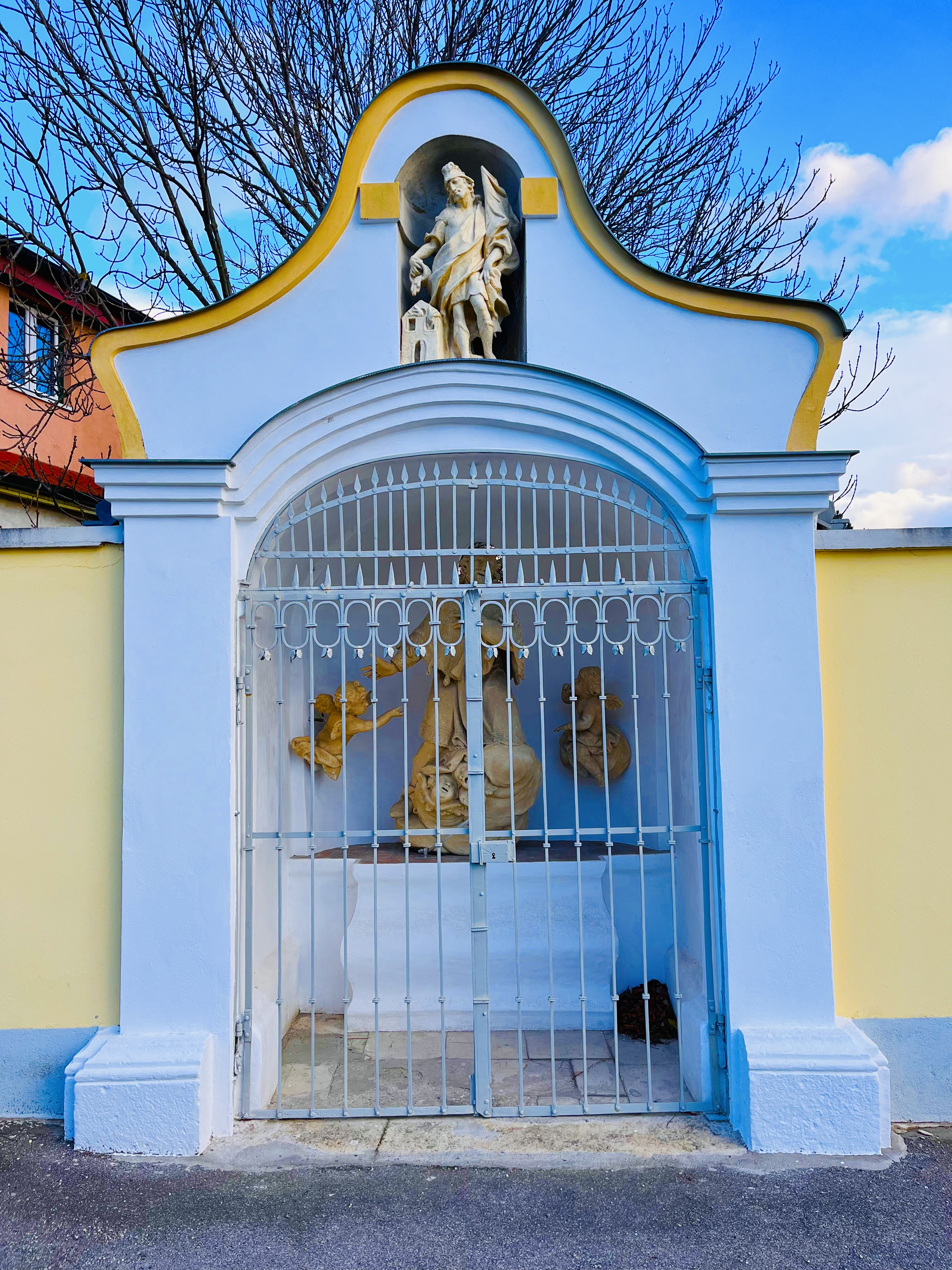
Wegkapelle Heiliger Johannes Nepomuk und Heiliger Florian

### Museen
- Heimatmuseum: Das Heimatmuseum im Fischaturm präsentiert auf sechs Stockwerken die Geschichte von Fischamend sowie Alltags- und Volkskultur der Bevölkerung im Laufe der Vergangenheit. Zu sehen sind archäologische Funde aus der Ur- und Frühgeschichte und der Römerzeit, die 1673 erteilten Privilegien zur Abhaltung von Jahr- und Wochenmärkten, die Fahne der Müllerzunft aus dem Jahr 1782, die auf den Getreidehandel und die Mühlen an Fischa und Donau aufmerksam macht, zahlreiche Handwerksgeräte, Hausrat und alte bäuerliche Arbeitsgeräte. Eine „Künstlerecke“ ist den Malern Franz Anton Maulpertsch, Emil Jakob Schindler und Heribert Potuznik gewidmet. Das Museum kuratierte die Sonderausstellungen Die Fischamender Wirtshäuser - Schwarzer Adler, Goldenes Kreuz, Brauner Hirsch, Zum Greifen, Weißer Ochse, Weißer Schwan und Das Leben an der Donau - Hochwasser und Eisstoß. Kustodin des Heimatmuseums ist Barbara Marangoni.[10]
- Museum für Luftfahrt und Zeitgeschichte und Museumsgalerie: Der Ausstellungsraum und die angegliederte Galerie sind geschlossen.
- Museum der Photographie: Das Museum in der Donauarmstraße zeigt in mehreren Schauräumen die Schwerpunkte der österreichischen Photogeschichte, verschiedene Photoverfahren, Kunstphotographie, Phototechnik und historische Fotoapparate. Museumsleiter ist Erwin Schwab.[11]
- Feuerwehrmuseum: Das Feuerwehrmuseum befindet sich im alten Feuerwehrhaus in der Klein-Neusiedler Straße. Museumsleiter ist Stadtarchivar Hubert Binder.
- ILF-Luftfahrtmuseum: Das Luftfahrtmuseum der Interessengemeinschaft Luftfahrt Fischamend befindet sich in der Gregerstraße.[12]
- ZukunftGeschichteMuseum: Das ZukunftGeschichteMuseum ist ein Museumsprojekt von ILF-Luftfahrtmuseum und Feuerwehrmuseum. Die Museumskooperation verfolgt das Ziel, Ausstellungen außerhalb von Museumsmauern zu realisieren. Sie versteht sich als popUP.museum, das allerorts „aufpoppen“ kann. Das ZukunftGeschichteMuseum nutzt die Freiräume und die Infrastruktur der Stadt. Es hat zum Ziel, an die Plätze der Geschichten der Stadt zu führen, zu vernetzen und zu vermitteln. Neben den Standorten Feuerwehrmuseum und Luftfahrtmuseum mit Schaufenster werden auch in den Schaufenstern eines Kaffeehauses, in der Hainburger Straße, Ausstellungen zur Fischamender Luftfahrt-, Feuerwehr- und Zeitgeschichte präsentiert. Auch der Modellbahnclub Pressburger Bahn ist Teil dieser Museumskooperation. Er beteiligt sich mit einer Ausstellungsfläche im alten Bahnhofsgebäude.[13][14]

### Historische Spaziergänge
Die kleine Stadt mit ihren historischen Gassen und Plätzen lässt sich mit vielen „Geschichtstafeln“ im Ort erkunden. Straßennamen wie Am Flugfeld, Flugfeldstraße, Parsevalstraße, Körtingstraße, Industriewerkgasse, Mühlweg und Flößerstätte lassen auf die Geschichte der Stadt zurückblicken.
- Ortsspaziergang Fischamend: Auf einem 3,8 Kilometer langen Rundweg kann ein akustischer, per App geführter, Ortsspaziergang unternommen werden.[16]
- FischaRunde: Die FischaRunde im Zentrum ist ein Erlebnisweg. Dieser steht ganz im Zeichen des Flusses und seiner Bedeutung für Fischamend.[17]

### Parks und Naturdenkmäler
Zurückgehend auf die Mythologie der Kelten kann man im Stadtgebiet zahlreiche Lebensbäume entdecken.
- Donau Auen und Nationalpark: Die Donauauen und ihre Altarme grenzen an die Stadt. Ein Teil der Fischamender Donauauen gehört zum Nationalpark Donau Auen.
- Wasserturmpark: Der Park um den historischen Wasserturm bietet einen Naturlehrpfad.
- Generationenpark: Der Generationenpark an der Fischa ist eine Begegnungszone für Familien, Jogger, Hobby-Naturforscher und Spaziergänger aller Altersgruppen. Er wurde im Rahmen eines Ökologiekonzeptes, gemeinsam mit Studierenden der Technischen Universität Wien, geplant und errichtet. Der große Park befindet sich anstelle eines nicht mehr bestehenden Donaualtarmes und grenzt an den Abenteuerspielplatz in der Rösslgasse.
- Kleine Au: Der Park liegt zwischen den beiden Ortsteilen Dorf und Markt. Stadtgemeinde und Nationalpark Donau Auen haben im Auwald der mäandernden Fischa Revitalisierungsmaßnahmen gesetzt. Damit wird der ökologische Zustand dieses einzigartigen „Flussdeltas“ kontinuierlich verbessert.

### Musik und Kabarett
Anlässlich der Erstfahrt des Luftschiffes M.I Parseval, 1909 in Fischamend, komponierte der Fischamender Schuldirektor, Feuerwehr-Hauptmann und Musiklehrer Adolf Kaiser seinen Marsch „Zu den Sternen“. Ein Notenblatt dieses Marsches ist in der Österreichischen Nationalbibliothek archiviert.
- Musikschule und Stadtchor: Die Musikschule im Doktor-Cermak-Bildungszentrum veranstaltet regelmäßig Konzerte und tritt bei zahlreichen Veranstaltungen auf. Auch der Stadtchor gibt Konzerte und wirkt bei Veranstaltungen von Stadtgemeinde und Pfarre mit.
- Stand Up Club im Roland Schuh Haus: Der Stand Up Club in der Enzersdorfer Straße wurde 1975 gegründet. Er ist der älteste eingetragene Jugendclub Österreichs. Das Haus ist Sitz der kommunistischen Stadtorganisation. Es wurde nach dem Fischamender Gemeindepolitiker Roland Schuh benannt. Im Club sind die folgenden Künstler und Bands aufgetreten: Peter Turrini, Schmetterlinge, Lukas Resetarits, Sigi Maron, Karl Merkatz, Ernst Hinterberger, Tom Pettings Herzattacken, Drahdiwaberl, Minisex, Harri Stojka, Jazz Gitti, Wilfried, Kurt Ostbahn, Neuwirth Extrem Schrammeln, Thomas Maurer, Joesi Prokopetz, Ciro de Luca, Martin Puntigam, Austrofred, Birgit Denk, Russkaja, Attwenger, Andy Baum, Gerald Votava, Thomas Stipsits, Klaus Eckel, Olivier Lendl, Mike Supancic, Alkbottle, Petsch Moser, Herbstrock, 5/8 in Ehren, Pepi Hopf, Christoph & Lollo, Wiener Tschuschenkapelle, Mondscheiner, Gunkl, 3 Feet Smaller, Krautschädl, Reinhard Novak, Christine Hödl, Roman Gregory, Gebrüder Moped, Blonder Engel, Texta, Bernie Wagner, Da Staumtisch, Kayo, Average, Roland Düringer, Hosea Ratschiller, Gerald Fleischhacker, Caro Athanasiadis, Fredi Jirkal, Benedikt Mittmannsgruber.[20]

### Kunst im öffentlichen Raum
- Pannonischer Altar: Der Pannonische Altar in der Donauarmstraße befand sich bis 2006 im Resselpark am Wiener Karlsplatz. Im Zuge der Umgestaltung des Platzes wurde die Eisenskulptur von Karl Anton Wolf nach Fischamend übersiedelt.[21]

### Regelmäßige Veranstaltungen
- Fischamender Markt: Am Monatsmarkt am Getreideplatz werden ganzjährig regionale Spezialitäten angeboten.[22]
- Museums- und Ausstellungstag: In den Sommermonaten veranstalten die Fischamender Museen einen regelmäßigen Museums- bzw. Ausstellungstag.[23]

### Theater
Seit 2005 ist in Fischamend der Laientheaterverein Fischamender Spielleut beheimatet, der bis dahin in der Nachbarortschaft Enzersdorf an der Fischa tätig war. Am 4. April 2014 wurde den Spielleut zur Premiere von Der Talisman der Award für herausragende kulturelle Leistungen von Bürgermeister Thomas Ram, Vizebürgermeister Gerald Baumgartlinger und Kulturstadtrat Franz Bayer verliehen.

### Sport
Neben Badebiotop, Sporthalle und Sport- und Eislaufplatz bieten sich Laufrouten und Rad- und Wanderwege in den Donau Auen, neben der Fischa und im weiten Römerland Carnuntum an. In der Kleinen Au kann an verschiedenen Stationen Fitness und Geschicklichkeit trainiert werden.
In folgenden Fischamender Vereinen kann man sich zudem sportlich betätigen: Rad- & Triathlon Team, Reitclub, Radfahrclub, Kegelclub, Tennisclub, Fischamend Runners, Arbeiter-, Turn- und Sportverein, Bogensportschule, Carnuntum Legionaries, Eisschützen, Grillsportverein, Fischereiverein.
Großer Beliebtheit erfreut sich Plane Spotten am Zaun des Flughafenareals. An der Donau befinden sich Liegeplätze eines Motorboot-Clubs.

## Wirtschaft und Infrastruktur
Nichtlandwirtschaftliche Arbeitsstätten gab es im Jahr 2011 275, land- und forstwirtschaftliche Betriebe nach der Erhebung 2010 23. Die Zahl der Erwerbstätigen am Wohnort betrug nach der Volkszählung 2011 2.407, die Zahl der Erwerbstätigen am Arbeitsort 1.829. Die Erwerbsquote lag 2011 bei 53,15 Prozent. 2011 gab es 1.900 Auspendler und 1.361 Einpendler.
Als Teil der Airportcity entsteht nahe dem Flughafen Wien einer der größten Logistikparks Österreichs. Hier finden sich namhafte Unternehmen wie Zeppelin, Cargo Partner, Makita, DHL, Swissport, Interspar und Hervis.
Der Fischamender ist eine eigene Währung innerhalb der Stadt. Die Regionalwährung soll die stadteigene Wirtschaft stärken und kann bei mehr als fünfzig Partnershops genutzt werden.
Die Stadtgemeinde ist Post-Partner und betreibt die frühere Filiale der Österreichischen Post.

### Verkehr
Fischamend liegt an der Pressburger Bundesstraße und der Leitha Bundesstraße. Die Stadt besitzt mit Fischamend und Flughafen/Fischamend West zwei Autobahnanschlussstellen zur A4.
Fischamend ist Kurzparkzone.
Ein Radweg verbindet die Stadt mit Airportcity, Flughafen Wien und Schwechat. Am Bahnhof Fischamend steht ein Fahrradverleih zur Verfügung.

### Öffentlicher Verkehr
Durch die Stadtgemeinde verläuft die Trasse der ehemaligen Pressburger Bahn. Heute verkehren auf ihr Schnellbahn- und Regionalexpresszüge der Linie S7. Vom Bahnhof Fischamend gelangt man in 24 Minuten ins zwanzig Kilometer entfernte Stadtzentrum von Wien.
Zudem verkehren Regionalbusse unter der Marke VOR Regio Bus. Die Linien 221, 222, 273 bedienen den Flughafen Wien. Weitere Fahrziele ab Fischamend sind Neusiedl am See, Ebreichsdorf und Guntramsdorf.
Am nahegelegenen Bahnhof Flughafen Wien werden Railjets angeboten. Die Fernreisezüge der ÖBB verkehren Richtung Wien Hauptbahnhof und weiter in viele Landeshauptstädte oder ins benachbarte Ausland.
Alle Verkehrsmittel sind tariflich in den Verkehrsverbund Ost Region eingebunden und werden von diesem koordiniert.
Im Zuge der geplanten Errichtung der Flughafenspange wird es zu umfangreichen Verbesserungen im öffentlichen Verkehr in Fischamend kommen. Zu ihnen zählen Taktverdichtungen und die umfassende Modernisierung des Bahnhofes.

### Bildungs- und Kinderbetreuungseinrichtungen
In der Gemeinde gibt es eine Kinderkrippe, drei Kindergärten, eine Volksschule, eine Sonderschule und eine Neue Mittelschule. Zudem gibt es eine Musikschule, einen Hort, ein Jugendzentrum und ein städtisches Eltern-Kind-Zentrum.
Für die Erwachsenenbildung steht ein Standort der österreichischen Volkshochschulen und eine städtische Bibliothek zur Verfügung.

### Sicherheit & Katastrophenschutz
In Fischamend gibt es eine Polizeiinspektion und eine Freiwillige Feuerwehr. Die Wehren Ost und West wurden 1992 zusammengelegt. Sie haben sich 1873 bzw. 1888 konstituiert.
An der Fischa beim ehemaligen Winterhafen wurde 2010 ein Hochwasserschutz errichtet, der die Stadt nunmehr vor Donauhochwässern schützt. Der Ortskern von Fischamend und Siedlungen neben der Fischa wurden immer wieder durch Hochwasserereignisse beeinträchtigt. Die eigentliche Hochwassergefahr für Fischamend entstand jedoch nicht durch die Fischa, sondern durch den Rückstau von Donauhochwässern über die Fischa ins Stadtgebiet.

### Gesundheit und Soziales
Im Ort gibt es eine Apotheke und einen Gesundheitscampus. Neben ärztlicher- und therapeutischer Versorgung umfasst das soziale Angebot der Gemeinde ein modernes Seniorenzentrum, Essen auf Rädern, eine Gemeindekrankenschwester und ein kostengünstiges Ortstaxi.
Zudem gibt es eine städtische First Responder Organisation mit Rettungs- und Notfallsanitätern.
Pfarre und Rotes Kreuz Schwechat organisieren die Team Österreich Tafel.

### Medien
Die Gemeindezeitung „Fischamender Stadtbote“ erscheint mehrmals im Jahr.
Die regionalen Medien NÖN, N1 TV und die Bezirksblätter berichten regelmäßig aus Fischamend.

## Politik

### Gemeinderat
Der Gemeinderat hatte 25 Mitglieder und 29 Mitglieder ab dem Jahr 2025.
- Nach den Gemeinderatswahlen in Niederösterreich 1990 hatte der Gemeinderat folgende Verteilung: 15 SPÖ, 5 ÖVP, 3 KPÖ, 1 FPÖ und 1 BLF.
- Nach den Gemeinderatswahlen in Niederösterreich 1995 hatte der Gemeinderat folgende Verteilung: 10 SPÖ, 7 ÖVP, 3 FPÖ, 3 KPÖ und 2 BLF.[45]
- Nach den Gemeinderatswahlen in Niederösterreich 2000 hatte der Gemeinderat folgende Verteilung: 14 SPÖ, 5 FPÖ, 4 ÖVP, 1 KPÖ und 1 BLF.[46]
- Nach den Gemeinderatswahlen in Niederösterreich 2005 hatte der Gemeinderat folgende Verteilung: 13 SPÖ, 6 FPÖ, 3 ÖVP, 2 KPÖ und 1 BLF.[47]
- Nach den Gemeinderatswahlen in Niederösterreich 2010 hatte der Gemeinderat folgende Verteilung: 13 RAM, 10 SPÖ, 1 KPÖ und 1 ÖVP.[48]
- Nach den Gemeinderatswahlen in Niederösterreich 2015 hatte der Gemeinderat folgende Verteilung: 19 RAM, 4 SPÖ und 2 KPÖ.[49]
- Nach den Gemeinderatswahlen in Niederösterreich 2020 hatte der Gemeinderat folgende Verteilung: 20 RAM, 3 KPÖ und 2 SPÖ.[50]
- Nach den Gemeinderatswahlen in Niederösterreich 2025 hat der Gemeinderat folgende Verteilung: 20 RAM, 5 KPÖ, 3 SPÖ und 1 FPÖ.[51]

### Bürgermeister
- 1929–1934 Leopold Ruckteschl (SDAP)
- ?–? Matthias Setzer
- ?–? Leo Schörghuber
- 1994–2010 Franz Bayer (SPÖ)[52]
- seit 2010 Thomas Ram (FPÖ, BZÖ, parteilos)

### Wappen
Das Stadtwappen, früher Marktwappen, zeigt einen in goldenem Schild, vom Betrachter aus nach links (heraldisch rechts), schwimmenden blauen Fisch. Die aus diesem Wappen abgeleiteten Farben der Stadtfahne sind Gelb - Blau. Die Gemeinde Fischamend führt dieses Wappen seit dem 17. Jahrhundert.

### Städtepartnerschaften
- Püspökladány (Ungarn)[54]

## Persönlichkeiten

### Söhne und Töchter der Gemeinde
- Anton Gerstner (1823–1898), Konditor, Gründer der Café-Konditorei Gerstner, k.u.k. Hofzuckerbäcker[15]
- Karl Hofer Edler von Passeyr (1824–1887), Beamter, Vorstand des Reichsfinanzarchivs, Enkelsohn von Andreas Hofer
- Andreas Hofer Edler von Passeyr (1833–1881), Politiker, Reichsratsabgeordneter, Enkelsohn von Andreas Hofer
- Emil Jakob Schindler (1842–1892), Maler, Ehrenmitglied der Akademie der bildenden Künste, Vater von Alma Mahler-Werfel
- Leopold Ruckteschl (1882–1957), Politiker
- Heribert Potuznik (1910–1984), Maler, Mitglied des Hagenbundes
- Karl Andritz (1914–1993), Fußballspieler
- Josef Bertalan (* 1934), Fußballspieler[55]
- Karl Blizenetz (* 1940), Fußballspieler
- Adalbert Melichar (* 1942), Autor und ehemaliger Kulturamtsdirektor
- Claudia Kottal (* 1981), Schauspielerin

### Personen mit Bezug zur Gemeinde
- Franz Anton Maulbertsch (1724–1796), Maler, Vorbild von Oskar Kokoschka
- Franz Hinterstoisser (1863–1933), k.u.k Offizier, Kommandant der Militär-Aëronautischen Anstalt Fischamend und Luftfahrtpionier
- Franz Mannsbarth (1877–1950), k.u.k. Offizier und Luftfahrtpionier
- Hans Hauswirth (1878–1914), k.u.k Offizier und Luftfahrtpionier
- Eduard Nittner (1885–1913), k.u.k Offizier und Flugpionier
- Ferdinand Cavallar von Grabensprung (1886–1952), k.u.k Offizier und Flugpionier

### Ehrenbürger der Gemeinde
- Erwin Pröll (* 1946), Politiker, Landeshauptmann a. D.[56]
- Leo Schörghuber (* 1944), Politiker[57][58]

## Belege
1. ↑  Ein Blick auf die Gemeinde Fischamend, Fläche und Flächennutzung. (PDF) Statistik Austria, abgerufen am 20. November 2021.
2. 1 2  Statistik Austria: Auflösungen bzw. Vereinigungen von Gemeinden ab 1945
3. ↑  Der Ort Fischamend und die Luftfahrtechnischen Einrichtungen im Ausstellungsverzeichnis 2011 Der aviatische Salon ISBN 978-3-200-02309-3
4. 1 2  Adalbert Melichar: Fischamend Stadtgeschichte, Zeitgeschehen, Ortsentwicklung im Wandel der Zeiten Dorf - Fischamend und Markt - Fischamend Einstiger Doppelort an der Fischa, Marktgemeinde, Stadtgemeinde. Abgerufen am 31. Dezember 2023.
5. ↑  Schweres Ballonunglück in Fischamend bei diepresse.com; Zeitgeschichte
6. 1 2  Stadtgemeinde Fischamend: Chronik (Memento vom 10. März 2018 im Internet Archive)
7. ↑  Fischamend. Abgerufen am 28. Dezember 2023 (österreichisches Deutsch).
8. 1 2  Karin Jandrasits-Breite, Anneliese Schmidt: Christentum in Fischamend. Pfarre Fischamend, Fischamend 2023.
9. 1 2  Adalbert Melichar: Fischamend - Wo die alte Zeit noch lebt. Eigenverlag Stadtgemeinde Fischamend, Fischamend September 2017.
10. ↑  Heimatmuseum Fischamend. 26. August 2023, abgerufen am 31. Dezember 2023 (deutsch).
11. ↑  Museum der Photographie – Das wahrscheinlich schönste Photomuseum der Welt. Abgerufen am 31. Dezember 2023 (deutsch).
12. ↑  Interessengemeinschaft Luftfahrt Fischamend. Abgerufen am 31. Dezember 2023 (deutsch).
13. ↑  ZukunftGeschichteMuseum – Interessengemeinschaft Luftfahrt Fischamend. Abgerufen am 31. Dezember 2023 (deutsch).
14. ↑  Geschichte erleben: Fischamender Museen zeigen Luftfahrt und Feuerwehr. 21. Juli 2023, abgerufen am 31. Dezember 2023.
15. 1 2  Adalbert Melichar: Fischamend - Geliebte Stadt, gelebte Zeit. Eigenverlag Stadtgemeinde Fischamend, Fischamend September 2019.
16. ↑  Ortsspaziergänge Carnuntum-Marchfeld. Abgerufen am 31. Dezember 2023.
17. ↑  Fischarunde in Fischamend. Abgerufen am 31. Dezember 2023.
18. ↑  Lebensbaumstadt. Abgerufen am 31. Dezember 2023 (österreichisches Deutsch).
19. ↑  Rudolf Ster: Die k.u.k. Militär-Aeronautische Anstalt Fischamend. Band 1. Carina Verlag, Fischamend 2017.
20. ↑  Stand Up Club.at. Abgerufen am 31. Dezember 2023.
21. ↑  Protest gegen Versetzung von Sisi-Skulptur - oesterreich.ORF.at. Abgerufen am 31. Dezember 2023.
22. ↑  Getreideplatz. Abgerufen am 31. Dezember 2023 (österreichisches Deutsch).
23. ↑  Museumstag. Abgerufen am 2. Januar 2024 (österreichisches Deutsch).
24. ↑  https://www.fischamenderspielleut.com/award-der-stadt-fischamend.htm
25. ↑  Spotterhügel am Wiener Flughafen: Spotterhügel am Wiener Flughafen. 5. Oktober 2018, abgerufen am 1. Januar 2024.
26. ↑  Fischamend. Abgerufen am 31. Dezember 2023 (österreichisches Deutsch).
27. ↑  Vienna AirportCity -Büro- und Business Campus am Flughafen Wien. Abgerufen am 26. Dezember 2023.
28. ↑  wirtschaftszeit: Airport City: Spatenstich für neues Logistikzentrum mit einer Nutzfläche von über 80.000 m². Abgerufen am 26. Dezember 2023.
29. ↑  Fischamender Stadtwährung. Abgerufen am 26. Dezember 2023 (österreichisches Deutsch).
30. ↑  Gemeinde übernimmt Postamt: Postversorgung in Fischamend gesichert. 24. Oktober 2023, abgerufen am 28. Dezember 2023.
31. ↑  noe ORF at/Agenturen red: Fischamend: „Strafzettelflut“ in Kurzparkzone. 7. November 2023, abgerufen am 26. Dezember 2023.
32. ↑  Fahrplanauskunft ÖBB Scotty. Abgerufen am 26. Dezember 2023.
33. ↑  VOR AnachB Routenplaner. Abgerufen am 26. Dezember 2023.
34. ↑  Flughafenspange. Abgerufen am 26. Dezember 2023.
35. ↑  Susanne Müller: Flughafen-Spange bringt Ausbau der Schnellbahn. 22. Juni 2022, abgerufen am 26. Dezember 2023.
36. ↑  Kindergärten in NÖ. NÖ Landesregierung, abgerufen am 5. Oktober 2020.
37. ↑  Schulensuche auf Schulen online, abgerufen am 6. September 2020
38. ↑  Fischamend. Abgerufen am 26. Dezember 2023 (österreichisches Deutsch).
39. ↑  Home. Abgerufen am 26. Dezember 2023.
40. ↑  Stadtbibliothek und Mediencenter. Abgerufen am 26. Dezember 2023 (österreichisches Deutsch).
41. ↑  140 Jahre Feuerwehrtechnik! Abgerufen am 28. Dezember 2023 (österreichisches Deutsch).
42. ↑  Susanne Müller und Mario Pichler: Als die Flut über den Bezirk Bruck kam. 31. August 2022, abgerufen am 28. Dezember 2023.
43. ↑  Fischamend. Abgerufen am 28. Dezember 2023 (österreichisches Deutsch).
44. ↑  Fischamend. Abgerufen am 28. Dezember 2023 (österreichisches Deutsch).
45. ↑  Wahlergebnis Gemeinderatswahl 1995 in Fischamend. Amt der NÖ Landesregierung, 30. März 2000, abgerufen am 10. Februar 2025.
46. ↑  Wahlergebnis Gemeinderatswahl 2000 in Fischamend. Amt der NÖ Landesregierung, 4. Februar 2005, abgerufen am 10. Februar 2025.
47. ↑  Wahlergebnis Gemeinderatswahl 2005 in Fischamend. Amt der NÖ Landesregierung, 4. März 2005, abgerufen am 10. Februar 2025.
48. ↑  Wahlergebnis Gemeinderatswahl 2010 in Fischamend. Amt der NÖ Landesregierung, 8. Oktober 2010, abgerufen am 10. Februar 2025.
49. ↑  Wahlergebnis Gemeinderatswahl 2015 in Fischamend. Amt der NÖ Landesregierung, 1. Dezember 2015, abgerufen am 10. Februar 2025.
50. ↑  Wahlergebnis Gemeinderatswahl 2020 in Fischamend. Amt der NÖ Landesregierung, 26. Januar 2020, abgerufen am 10. Februar 2025.
51. ↑  Wahlergebnis Gemeinderatswahl 2025 in Fischamend. Amt der NÖ Landesregierung, 26. Januar 2025, abgerufen am 10. Februar 2025.
52. ↑  Franz Bayer: "Es war die schönste Zeit" NÖN, 18. Februar 2015
53. ↑  Fischamend. Abgerufen am 27. Dezember 2023 (österreichisches Deutsch).
54. ↑  Enthüllung des Gedenksteins von Arnóth Sandór. Gemeinde Fischamend, abgerufen am 20. November 2021 (österreichisches Deutsch).
55. ↑  rapidarchiv.at
56. ↑  Ehrenbürger von Fischamend: Ex-Landeshauptmann Erwin Pröll ausgezeichnet. 5. Juni 2023, abgerufen am 27. Dezember 2023.
57. ↑  70. Geburtstag Leo Schörghuber. 4. Juli 2014, abgerufen am 30. Dezember 2023.
58. ↑  Adalbert Melichar: Fischamend - Aus dem Tagebuch einer kleinen Stadt. Fischamender Fotogeschichten Band VII. Fischamend 2012.